# Герб Фалёнок
Герб посёлка Фалёнки — опознавательно-правовой знак, составленный и употребляемый в соответствии с правилами геральдики, служащий символом посёлка городского типа Фалёнки, образующего Фалёнское городское поселение Фалёнского района Кировской области Российской Федерации.

## Описание герба
Описание герба:
В золотом поле с чёрной оконечностью поверх всего растение картофеля, зелёный стебель с тремя серебряными цветками — в поле, золотые корни с золотыми клубнями — в оконечности. В вольной части — герб Кировской области.

## Обоснование символики
Обоснование символики герба:
Посёлок городского типа Фалёнки, центр одноимённого района, получил известность далеко за пределами Кировской области благодаря Фалёнской государственной селекционной станции, основанной в 1937 году — одного из старейших научных учреждений России. Здесь работали известные русские селекционеры академики ВАСХНИЛ Н. В. Рудницкий и А. В. Пухальский. Здесь выведен сорт картофеля Фалёнский — раннеспелый, столовый, отличающийся высокой урожайностью и товарностью клубней, что и отражено в гербе.

## История создания
- 17 февраля 2014 — герб посёлка утверждён решением Фалёнской поселковой думы[1].